# NGC 1668
NGC 1668 è una enorme e lontana galassia lenticolare situata nella costellazione del Bulino, a una distanza di circa 483 milioni di anni luce dalla nostra Via Lattea.

## Scoperta
La galassia è stata scoperta il 13 dicembre 1837 dall'astronomo britannico John Herschel.

## Descrizione
Il suo diametro di oltre  650 mila anni luce, cioè oltre sei volte quello della nostra Via Lattea, porta NGC 1668 a essere inclusa tra le galassie giganti, come è evidenziato dalla sigla "cD" nella sua classificazione morfologica.